# Афанасенко, Зинаида Ивановна
Зинаида Ивановна Афанасенко (8 февраля 1930 — 6 апреля 2015, Санкт-Петербург) — советская и российская актриса театра и кино, заслуженная артистка России (2006).

## Биография
Родилась 8 февраля 1930 года.
В 1954 окончила ЛГИТМиК.
Работала в Ленинградской государственной областной филармонии, Ленинградском областном театре драмы и комедии, в Театре имени Ленсовета.
С 1963 — в труппе Ленинградского государственного театра имени Ленинского комсомола («Театр-фестиваль „Балтийский дом“»).
Ушла из жизни в Санкт-Петербурге 6 апреля 2015 года. Похоронена на Богословском кладбище Санкт-Петербурга.

## Признание и награды
- Заслуженная артистка России (2006)[2]

## Творчество

### Роли в театре
На театральной сцене Зинаида Ивановна сыграла более 125 ролей
- «Зыковы» М. Горького — Павла
- «Лерка» Василия Сигарева. Режиссёр: Андрей Прикотенко[3]
- «Любовь ты моя девичья» А. Кудрявцева, постановка Г. Егорова — Мотя
- «Процесс» Э. Манна, постановка Г. Егорова — Эльза Линднов
- «Тамада» А . Галина, постановка Г. Егорова — Дарья
- «Женитьба Белугина» А. Островского и Н. Соловьёва, постановка Г. Егорова — Настасья Петровна Белугина

### Фильмография
- 1956 — Софья Ковалевская
- 1959 — Театр зовёт
- 1965 — Большая кошачья сказка — Фрейлина
- 1967 — Кровавая свадьба
- 1967 — Захудалое королевство — мать Гонзы
- 1972 — Последние дни Помпеи
- 1973 — Человек и джентльмен — Флора
- 1973 — Цемент — Авдотья
- 1982 — Влюблён по собственному желанию — мошенница
- 1999 — Улицы разбитых фонарей, второй сезон — мать Сапожникова (серия «Королева красоты»)
- 2005 — Ментовские войны 2 (серия «За неделю до весны»)
- 2006 — Тайны следствия 6 — понятая (серия «Весёлый слоник»)